# Inobulbon
 Inobulbon  es un  género de sólo 3 especies monopodiales epífitas  de medianas a pequeñas de orquídeas de la tribu Dendrobieae de la familia de las (Orchidaceae). Se encuentran en las islas del Pacífico asiático Nueva Caledonia. Anteriormente estuvieron clasificadas en el género Dendrobium y las especies segregadas lo han sido en parte por poseer brácteas fibrosas.

## Etimología
El nombre Inobulbon (Inblb.), se refiere a las hojas bracteales de consistencia y apariencia fibrosa que rodean al  pseudobulbo.

## Hábitat
Estas orquídeas epífitas  se encuentran en el Pacífico Sur de Asia Nueva Caledonia. En bosques de desarrollo secundario, con calor y gran humedad ambiental.
 Sinónimos: 
- Dendrobium

## Descripción
El género Inobulbon está formado por tres especies de orquídeas que antes estaban clasificadas en el género Dendrobium y en parte se han separado por coincidir en tener hojas bracteales fibrosas que envuelven a los pseudobulbos.

Las inflorescencias que emergen de la base, son colgantes y formando un arco.i Presentan numerosas flores.

Se desarrollan con calor y fresco moderado, y con luz no muy fuerte. Frecuentemente florecen dos veces al año.

## Especies deInobulbon
La especie tipo es : Inobulbon munificum (Schltr.) Schltr. & Kraenzl. 1910 endémica de Nueva Caledonia.